# Isertieae
Isertieae es una tribu de plantas perteneciente a la familia Rubiaceae. Es originaria de América tropical.

## Géneros
Géneros aceptados
- Isertia
- Kerianthera[5]

Sinónimos
- Brignolia DC. = Isertia
- Bruinsmania Miq. = Isertia
- Cassupa Humb. & Bonpl. = Isertia
- Creatantha Standl. = Isertia
- Phosanthus Raf. = Isertia
- Yutajea Steyerm. = Isertia